# Tecnología de la leche
La tecnología de la leche también conocida como "ciencia de la leche", conforma un grupo de técnicas enmarcadas en la biotecnología para el estudio de la leche y sus propiedades, de manera de certificar la excelencia de los productos de origen lácteo.

## Seguridad sanitaria
La inocuidad en los productos alimenticios es un factor prioritario de salud pública, establecido en criterios mundialmente definidos.

Para garantizar seguridad en lo referente a la sanidad de los derivados de la leche, se realizan controles en las muestras procedentes de los tambos. De esta forma se satisface la demanda de calidad en productos de origen animal evaluando el estado sanitario de la leche en su tránsito desde el campo al consumidor -presencia de hongos, bacterias y virus, así como agentes zoonóticos que pueden estar alojados en el organismo del ganado.

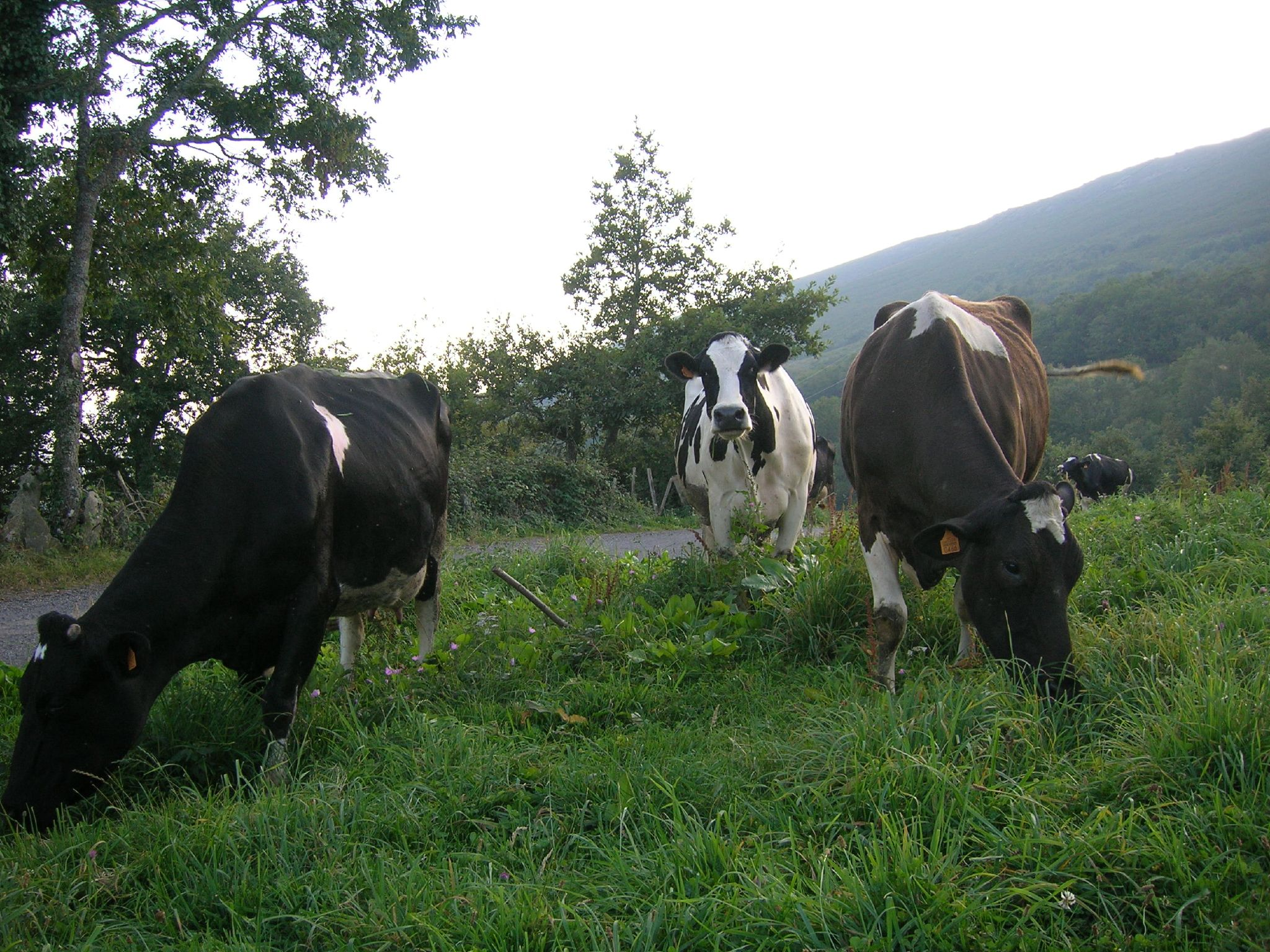

Los contaminantes químicos o fármacos utilizados en las vacas, plaguicidas, fertilizantes, etc. pueden ser detectados en estos análisis. La alimentación recibida por el animal y el estado de la ubre, son tenidos en cuenta para la evaluación de los resultados de laboratorio.
Asimismo, el ciclo de lactación, el método de ordeñe, y la conservación adecuada de la leche son fundamentales previo al estudio de las muestras y valoración. Estas pruebas forman parte del protocolo para el cumplimiento de las Buenas prácticas pecuarias (BPP), orientadas a satisfacer las demandas sanitarias del mercado y sus consumidores, así como también la salud del animal y los trabajadores.
En el estudio de la leche, se debe tener presente que se trata de un material perecedero sujeto a modificaciones rápidas que pueden dañar la calidad si la conservación no es la adecuada. La leche es colectada durante el ordeñe a 37 °C y debe enfriarse rápidamente a una temperatura que oscila en los 4 °C-6 °C para inhibir la proliferación de microorganismos.
Un equipo de ordeñe adecuado es aquel que está diseñado para evitar la introducción de contaminantes en la leche.
Una vez realizado el ordeñe y posterior conservación del volumen de leche, esta es trasladada a la central lechera donde se practican análisis para garantizar la calidad de los productos y subproductos derivados.

## Calidad de la leche
La leche que sigue estándares de calidad es la que presenta una composición en proteína, grasa, lactosa, minerales y vitaminas adecuado para la población, con bajo recuento microbiano, exenta de organismos patógenos y sin contaminantes de ninguna índole. 
Existen dos posibles circunstancias en las cuales se puede ver alterada la calidad deseada en la leche:
- Previo al ordeño: enfermedades del ganado, la edad del animal (estado del calostro), medicamentos u hormonas utilizadas en las vacas, -que pueden estar presentes en la leche-, salud del ordeñador.

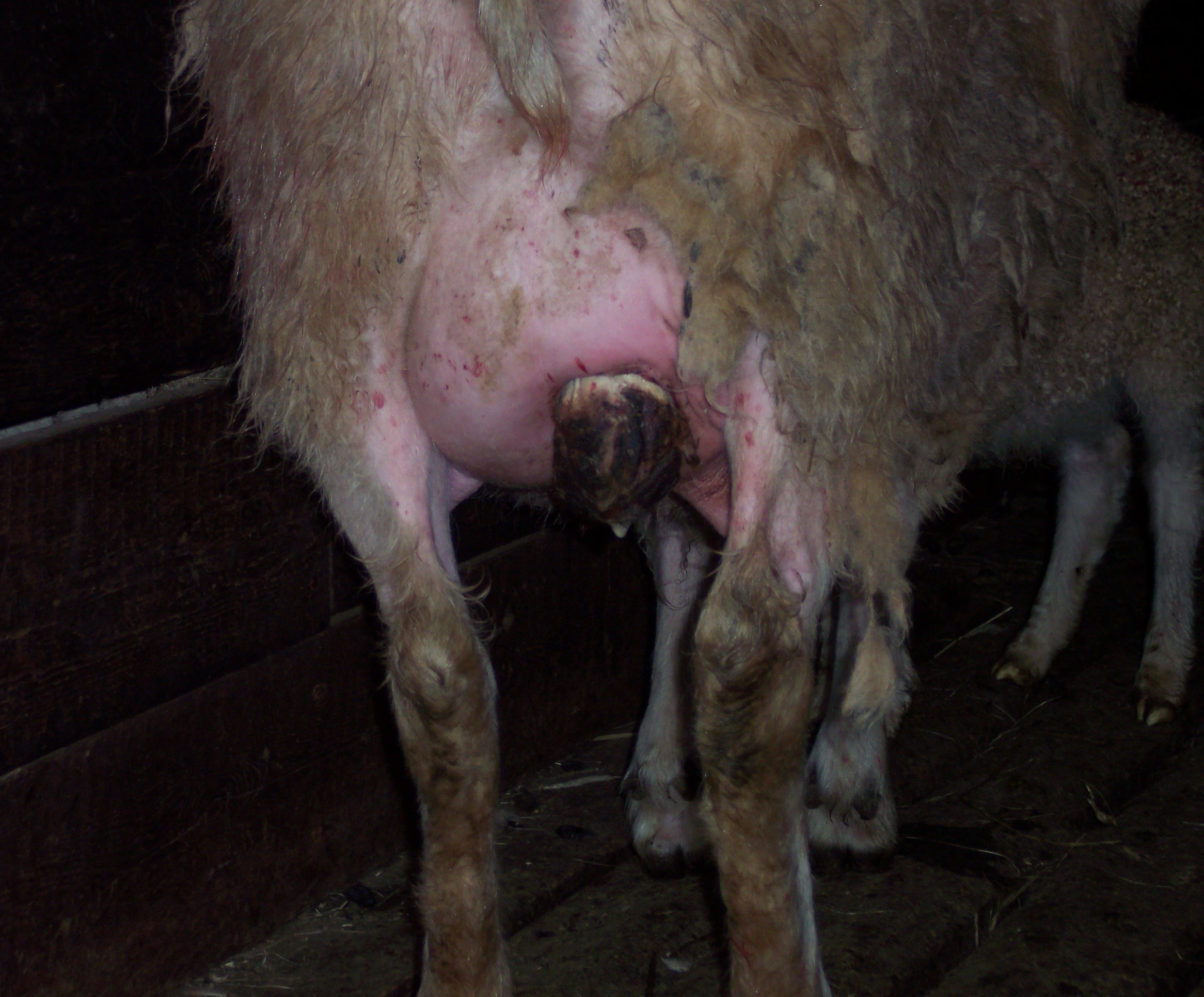
Estado de la ubre previo al ordeño y presencia de mastitis.

- Posterior al ordeño: estado del recipiente donde se almacena la leche, higiene del lugar, conservación y manipulación de las muestras, cuidados durante el transporte.

La calidad de la leche desde el punto de vista sanitario también se relaciona con la ausencia de mastitis y otras enfermedades como es el caso de la Brucelosis y Tuberculosis que pueden alterar la calidad del producto,y por tanto, que éste no sea aprobado para el consumo humano. 

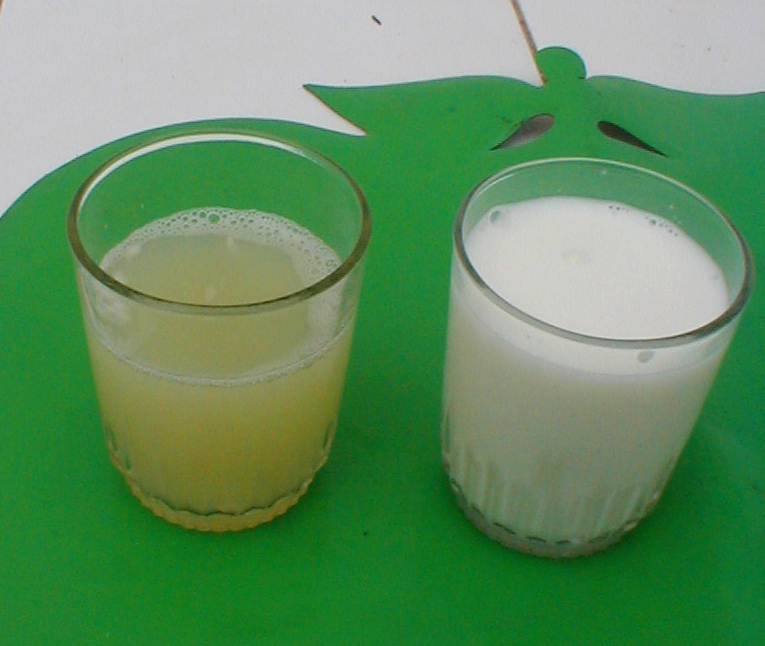
Comparación de dos muestras de leche con y sin mastitis, respectivamente.

El estudio principal para confirmar la presencia de alguna de estas patologías es el recuento de células somáticas como es el Método de Breed y el recuento de organismos mesófilos aerobios (RTMA), Staphylococcus, coliformes totales y coagulasa positiva, todos análisis de naturaleza microbiológica.
La importancia del control de calidad se basa en la disminución de costos y reduccción de tiempos, lo que permite detectar fallas y corregirlas antes de continuar con los futuros procedimientos, mejorando la utilización de recursos y la productividad de la empresa.
Clarificación y desnatado
Este procedimiento tiene como objetivo principal, erradicar partículas orgánicas e inorgánicas. De esta forma, se eliminan posibles sedimentos que serían fácilmente visualizables en la leche comercializada.
A través del desnatado se logra estandarizar el contenido graso de la leche, separando la nata que contiene luego del ordeñe.
Estos dos procesos (clarificación y desnatado) se realizan por separado y haciendo uso de centrífugas.
Estandarización
Consiste en el ajuste del contenido de grasa que la leche presenta luego del desnatado. Es un procedimiento que se lleva a cabo para dar cumplimiento a normas legales de calidad, o porque la fábrica ha determinado elaborar un producto que posea ciertas características en cuanto al contenido lipídico del lácteo.
Homogeneización
Mediante esta operación, se sortea la separación espontánea que ocurre entre la nata y el contenido líquido de la leche. De este modo, se obtiene una textura uniforme reduciéndo el diámetro de los glóbulos grasos de 10 a 1 micra. Este efecto se consigue pasando la leche por ranuras a alta presión.
Algunas ventajas de la homogeneización:
- Mantenimiento del color blanco de la leche.
- Mejor sabor.
- Estabilidad en lácteos fermentados. (Por ejemplo, yogur).
- Glóbulos de grasa pequeños, ausencia de nata en la leche.

### Análisis y estudios de laboratorio
El color puede ser ligeramente amarillento por la presencia de caseína y lípidos. Por su parte prácticamente no presenta olor que la caracterice si bien puede adoptar el del recipiente que la contenga o se use para el traslado. Mientras que el aspecto de la leche recién ordeñada es de color blanco brillante, su coloración puede cambiar debido al exceso de grasa (color crema). El sabor es posible que sea algo dulce debido a la presencia de lactosa, Y la densidad oscila entre 1,028 g/L y 1,033 g/L a 15 °C. Estos valores disminuyen cuando se le adiciona agua. El contenido mínimo de grasa es del 3%. Los conservantes que se emplean deben ser los permitidos, y utilizados solamente en caso de que se produzcan demoras desde el lugar de ordeñe hasta la central lechera, estando prohibido el uso de ácido bórico y ácido salicílico.
Desde el punto de vista microbiológico, el método de Breed es el análisis más común a realizarse en muestras de leche. Esta técnica es un recuento de la cantidad de microorganismos existentes y fue creada en 1910 por los biólogos estadounidenses Samuel Cate Prescott y Robert Stanley Breed.Para determinar el contenido de grasa se utiliza el método de Gerber, creado y patentado por el químico suizo Niklaus Gerber en 1891. El ensayo consiste en agregar ácido sulfúrico para separar la grasa de la leche, y luego centrifugar las muestras en un butirómetro. Al tratarse de un análisis volumétrico, el contenido de grasa se mide directamente en el butirómetro calibrado, después del centrifugado.

### Pruebas que determinan adulteración de la leche

#### Densidad de la leche
Posibilita conocer el grado de pureza de la leche para determinar si se le ha agregado agua, por ejemplo. Las medidas se llevan a cabo con un Lactodensímetro de Quevenne.
La densidad de la leche está comprendida en los siguientes rangos: 
| Tipo de leche    | Valor de densidad           |
| ---------------- | --------------------------- |
| Leche pura       | 1,0286 a 1,033 kg/l (15 °C) |
| Leche aguada     | menor a 1,0286 kg/l         |
| Leche descremada | 1,033 a 1,037 kg/l          |
| Leche condensada | 1,160 kg/l                  |

#### Determinación de la acidez
Mediante este análisis se puede comprobar el posible deterioro producido por los microorganismos. Al mismo tiempo, es una manera de apreciar los cuidados en la higiene y conservación que las muestras han tenido.
Los rangos aceptables para la posterior elaboración de lácteos van de 15 a 20 ºDornic, aunque el valor más recomendable es de 17,5-18 ºDornic.

#### Estudios de grasa en leche
Este parámetro es de relevancia para la obtención de un queso fresco y de buena calidad. El rango aceptables es de 2 a 3 % de grasa.

#### Análisis de mastitis.
La presencia de esta enfermedad en la ubre de la vaca se detecta mediante el CMT (CALIFORNIA MASTITIS TEST). Para la realización de este análisis se toman 2 mililítros de leche por pezón y se adicionan 2 mililítros de reactivo para CMT. Si la muestra de leche es normal, el resultado será una mezcla de característica homogénea, sin presencia de coágulos.

#### Estabilidad de la caseína
Consiste en una prueba práctica para estimar la estabilidad de la leche cuando se somete al calor, luego de mezclar la muestra con alcohol. Este último desnaturaliza la proteína de la leche (caseína). Si la leche tiene un elevado grado de acidez, será inestable al calor en presencia de alcohol. Este análisis también se utiliza para detectar mastitis en las vacas, dado que en la muestra precipitan grumos al mezclarla con alcohol, si la enfermedad está presente.

## Tratamientos Alternativos
La utilización de pulsos eléctricos de alto voltaje (Pulsed Electric Fields: PEF) es un método empleado para el tratamiento térmico de muestras líquidas de productos alimentarios.
En el caso de la leche, se ha utilizado como alternativa de la pasteurización, dentro de sus posibles aplicaciones.
A pesar de su utilidad, esta técnica necesita instalaciones de elevado costo, lo cual limita las posibilidades de extender en forma masiva su implementación en la industria lechera.
El método comenzó a probarse a comienzos del siglo XX, y los análisis realizados han demostrado algunas de sus ventajas, por ejemplo la eventualidad de inactivar la formación de microorganismos en la leche casi al mismo nivel que el logrado durante el proceso de pasteurización. Asimismo, la aplicación del método PEF trae como consecuencia una limitada formación de sedimentos en los productos lácteos listos para comercializar.
Si el PEF es realizado luego de la pateurización, la vida útil de la leche puede exterderse a sesenta días. Para realizar este proceso, es necesario aplicar pulsos eléctricos intensos en períodos cortos de tiempo sobre cada muestra.
Para el caso de la pasteurización existen diferentes tipos de equipo, los más conocidos involucran el traslado de vapor a altas temeraturas en tubos en contacto con la leche. 
El objetivo principal de cualquier tratamiento térmico es fundamentalmente bacteriológico, dando garantías de un producto final que tenga funcionalidad y la calidad esperada.
Algunos motivos para el tratamiento térmico guardan relación con la eliminación de microorganismos patógenos, conservación de la leche entera, y obtención de leche descremada y leche en polvo (termoestable e instantánea). 
Cuánto más alta sea la temperatura que alcance el equipo y mayor el tiempo de retención de las muestras en él durante el tratamiento, más eficiente será el procedimiento.
El proceso de pasteurización implica calentar la leche hasta evaporarla, y luego, condensar los vapores rápidamente enfriándolos en condensadores que pueden ser de dos tipos: condensador de mezcla y condensador de superficie.